# Rocket 88
Rocket 88 war eine 1978 gegründete englische Boogie-Band und Supergroup, benannt nach dem gleichnamigen Lied von Pete Johnson.

## Geschichte
Alexis Korner, Jack Bruce (Cream), Charlie Watts (Rolling Stones), Bob Hall und Ian Stewart (Rolling Stones) taten sich 1978 zusammen, um Boogie-Musik im Stil der frühen 1950er zu machen. Es wurden einige Konzerte gespielt, von denen eines im Rotation Club in Hannover 1979 mit dem mobilen Aufnahmestudio der Rolling Stones aufgenommen und 1981 als Album mit dem Namen Rocket 88 veröffentlicht wurde. Nach dem Tod von Ian Stewart und Alexis Korner löste sich das Projekt Mitte der 1980er auf. Markant für ihren Sound war auch ein Bläsersatz, der aus wechselnden Besetzungen bestand. 2011 erschien ein Tributalbum des Pianisten Ben Waters für den 1985 verstorbenen Ian Stewart, auf welchem mit Bring It On Home to Me, aufgenommen 1984 beim Montreux Jazz Festival, auch ein Titel von Rocket 88 enthalten ist.

## Musikbeispiele
- Rocket 88: Roadhouse Boogie (Live im Rotation Club Hannover) auf YouTube
- Rocket 88: Talking About Louise (Live im Rotation Club Hannover) auf YouTube